# Геракл борется с лернейской гидрой
Геракл борется с лернейской гидрой (исп. Hércules lucha con la hidra de Lerna) — картина испанского живописца Франсиско де Сурбарана, написанная в 1634 году. Выставлена в 9-м зале музея Прадо в Мадриде, ранее находилась в королевской коллекции во дворце Буэн-Ретиро.

## Описание
В центре композиции находится древнегреческий герой Геракл, повёрнутый к зрителю боком. Фигура героя напряжена, его ноги расставлены, туловище подалось вперёд, руки держат дубину, которой он замахивается над лернейской гидрой. Чудовище лежит перед Гераклом, располагаясь в левой нижней части картины, его передние лапы сомкнуты, крылья прижаты к туловищу, шесть голов повёрнуты в разные стороны. На заднем плане располагается стена пещеры с входом в верхней правой части картины, через который перегнувшись заглядывает племянник Геракла Иолай, держа в руках факел.
Так же как и в других картинах мифологической серии, Сурбаран выделяет мощную фигуру Геракла, находящуюся в центре сцены, сильно освещая её перед окутывающей фон темнотой.

## Создание
Данная картина входит в серию работ, которую заказали Сурбарану для украшения королевского зала во дворце Буэн-Ретиро. Мифологическая серия должна была состоять из двенадцати работ, описывающих подвиги Геракла, но Сурбаран нарисовал только десять из соображений пространства. Поскольку картины были инвентаризированы без имени автора, их авторство было определено только в 1945 году благодаря найденной документации, в которой было указано, что Сурбаран получил плату «за десять картин о подвигах Геракла».
При написании картины Сурбаран опирался на эстампы голландского художника Корнелиса Корта. Он повторил решение композиции, которое использовал Корт при изготовлении гравюр фламандской серии, в том числе те, в которых фигурирует племянник главного героя Иолай.
Во время создания серии работ о подвигах Геракла Сурбаран пользовался помощью различных помощников. В некоторых случаях художника или его помощников обвиняли в грубой работе при исполнении заказа. Однако некоторые исследователи считают, что простое и схематическое изображение Геракла было сделано специально, чтобы получить лучшую читаемость картин, которые при своих относительно небольших размерах были расположены очень высоко над дверями Большого зала дворца Буэн-Ретиро.